# Rafael Martínez (gymnaste)
Pour les articles homonymes, voir Martinez et Rafael Martínez.
Vous pouvez aider à l'améliorer ou bien discuter des problèmes sur sa page de discussion.
- Il ne cite pas suffisamment ses sources. Vous pouvez indiquer les passages à sourcer avec {{référence nécessaire}} ou {{Référence souhaitée}}, et inclure les références utiles en les liant aux notes de bas de page. (Marqué depuis juin 2025)

- Archive Wikiwix
- Bing
- Cairn
- DuckDuckGo
- E. Universalis
- Gallica
- Google
- G. Books
- G. News
- G. Scholar
- Persée
- Qwant
- (zh) Baidu
- (ru) Yandex
- (wd) trouver des œuvres sur Wikidata

Rafael Martínez Barrena (né le 10 décembre 1983 à Madrid) est un gymnaste espagnol, spécialiste de gymnastique artistique.
Il remporte le concours général individuel lors des Championnats d'Europe de gymnastique artistique 2005.